# Harald Beckmann
Harald Beckmann (* 31. Dezember 1956) ist ein deutscher Kameramann und Filmemacher.

## Leben
Aufgewachsen in Schleswig-Holstein verbrachte er seine Jugend bis 1975 in Neustadt/Holstein und Lübeck-Travemünde. Inspiriert von der Subkultur Westberlins zog er 1977 nach Berlin. 1982 legte er das Abitur auf dem zweiten Bildungsweg ab. Es folgten diverse Studiengänge. Begleitend dazu fuhr er Taxi. Diese Arbeit betrachtet Harald Beckmann als „große Recherche“ in puncto Menschenkenntnis und Grundlage für sein späteres filmisches  Schaffen. Es folgte 1985 ein Praktikum bei der Berliner Filmproduktion „Quarz-Film“, dann eine Kameraassistenz bei zahlreichen Produktionen für die Sendung mit der Maus.
Ab 1987 arbeitete er als Kameraassistent bei der Berliner Filmproduktion Känguruh-Film. Die Zusammenarbeit mit den Filmemachern und Grimmepreisträgern Detlef Gumm und Hans Georg Ullrich prägte seinen künstlerischen Werdegang. Ab 1992 war er als Kameramann zahlreicher abendfüllender Dokumentarfilme tätig. Herausragend ist seine Arbeit als Kameramann an der renommierten Langzeitdokumentation Berlin-Ecke Bundesplatz (Berlinale 2009) bis 2002. Parallel dazu drehte er zahlreiche eigene abendfüllende Dokumentarfilme als Regisseur und Kameramann mit Michael Marton, sowie als freiberuflicher Kameramann für das ZDF, für das er zahlreiche Dokumentationen drehte.
Harald Beckmann ist Inhaber der Filmproduktion HaBe-Film und lebt und arbeitet in Berlin.

## Filmografie
- 1991: Noch ist Polen nicht verloren, Kameraassistenz, Regie Michael Marton
- 1992: Wolgaträume-Wolgaschäume, Kamera/Regie mit Michael Marton
- 1993–1995: Das Fremde, Kamera und Berlin – Ecke Bundesplatz, Regie D. Gumm und H.-G. Ullrich
- 1995: Drei über’n großen Teich, Kamera/Regie mit Michael Marton, 60 Min., WDR
- 1995: Fotos für die Ewigkeit, Kamera
- 1995 Berlin – Ecke Bundesplatz, Kamera, Regie D. Gumm, H.-G. Ullrich
- 1996: Ein Engel aus Moskau, Kamera/Regie mit Michael Marton, 45 Min.
- 1997: Noch mal davongekommen, Kamera, Regie D. Gumm und H.-G. Ullrich;
- 1997–1998: Treck nach Osten
- 1998 Berlin – Ecke Bundesplatz, Kamera, Regie D. Gumm und H.-G. Ullrich
- 1998: Einer für alle Kamera und gemeinsame Regie mit Michael Marton, WDR
- 1999: Die Liebesbriefschreiberin, Kamera und gemeinsame Regie mit Michael Marton, 45 Min., WDR/BR
- 1999 Berlin – Ecke Bundesplatz, Kamera, Regie D. Gumm und H.-G. Ullrich
- 1999: Spaghetti und Whisky, Kamera, Regie D. Gumm und H.-G. Ullrich
- 2000: 37 Grad – Radikale Väter, Kamera, Regie Ute Schneider
- 2004: ZDF – Die Reportage: Jetzt bin ich ganz unten, Kamera,  Regie Mathis Feldhoff, Ulf Röller
- 2005: Verpfiffen – Robert Hoyzer und der Fußball-Wettskandal, Kamera, 30min, Regie Jochen Bouhs, Oliver Schmidt, Jan Möller, ZDF
- 2005: Döner, Kopftuch, Zwangsheirat, Kamera, 30 Min., Regie Gabriele Jenk, ZDF
- 2005: In der Schuldenfalle, Kamera, 30 Min., Regie A. Postel, „Die Reportage“ – ZDF
- 2005: Ernstfall für die Bundeswehr, Kamera, 45 Min., Regie Feldhoff/Huppert, ZDF/PHOENIX
- 2006: Die Angst spielt mit, Kamera, 30 Min., Regie Feldhoff/Röller, ZDF/3SAT
- 2006: Angriff auf die Seele, Kamera, 45 Min., Regie Feldhoff/Huppert, ZDF
- 2006: Heiler auf vier Pfoten, Kamera, 30 Min., Regie Udo Frank, ZDF
- 2007: Hinter verschlossenen Türen, Kamera, 30 Min., Regie M. Feldhoff, ZDF
- 2007: Zwangsheirat verhindert, Kamera, 30 Min., Regie G. Jenk, ARD/HR
- 2007 Drehreise Nordkorea mit Andreas Huppert, ZDF/Phoenix; diverse Formate
- 2008: Vorwärts Richtung Westen, Kamera, 30 Min., Regie M. Feldhoff, D. Ferber, C. Schiemenz, ZDF
- 2009: BERLINALE:Berlin – Ecke Bundesplatz, Kamera, 5 Filme à 90 Min., Regie D.Gumm und H.-G. Ullrich WDR/rbb/3sat
- 2010: Die Afghanistanlüge, Kamera, 45 Min., Regie M. Feldhoff, U. Gack, A. Huppert, ZDF, Auszeichnung „Goldener Igel 2010“
- 2010: Gauck oder Wulff ?, Kamera, 30 Min., Regie C. Richter, U. Röller, ZDF
- 2010: Der Krieg bleibt, Kamera, 45 Min., Regie M. Feldhoff, U. Gack, A. Huppert, ZDF, Nominiert „Goldene Nymphe 2011“, Monte Carlo
- 2011: Auf der Suche nach dem amerikanischen Traum, Kamera, 45 Min., Regie U. Röller, Alice Kelley, ZDF
- 2012: Schweigen hilft nicht …, Produktion, Kamera, 25 Min., Regie G. Jenk, KI.KA
- 2012: Treblinka, Kamera, 90 Min. Regie A. Tomlinson, PBS
- 2013: BERLINALE: Berlin – Ecke Bundesplatz, Kamera, 4 Filme à 90 Min., Regie D .Gumm und H.-G.  Ullrich, WDR/rbb/3sat
- 2013: 37 Grad: Mein Sohn, der Mörder, Produktion, Kamera, 30 Min., Regie G. Jenk, ZDF
- 2013: ZDFzeit:Macht Mensch Merkel, Kamera, 45 Min., Regie B. Schausten, M. Feldhoff, ZDF
- 2017: ZDF ZOOM: Heirat ohne Liebe - Zwangsehen in Deutschland, Produktion, Kamera, 30 Min. Regie G.Jenk, ZDF
- 2023: Black Block, Kamera, 94 Min., Regie Fred Kowasch, Amazon Prime